# 新区大道
新区大道是中华人民共和国广东省深圳市龙华区的一条城市道路，全长8千米，南起新彩隧道北隧道口，北至新区大道锦华西路路口，是龙华区重要的南北向通道。
新区大道在原二线关路段设置的过境检查站为“新区检查站”，现已拆除改为路中式公交车站。

## 历史

### 首通段（梅观立交至龙华和平路口段）
（待补充）

### 深圳北站段（龙华隧道）
新区大道深圳北站段（龙华隧道）与深圳北站同步建设，同步启用，于2011年6月22日正式通车。

### 新彩通道
参见：新彩通道
为纾解梅林检查站的拥堵情况，深圳市政府于2010年展开新彩通道的建设，新区大道段同步进行改造，取消南行往梅观路方向匝道，而仅保留梅观路北行往新区大道方向匝道。通道于2014年7月正式通车。

### 北延段首期
新区大道北延段首期起自新区大道景龙建设路口，设下穿隧道穿过龙华和平路与地铁4号线龙华车辆段后，于其北面出地，并连接锦华西路。于2021年2月9日正式建成通车。

## 沿途主要要素
（均为由南至北排序）

### 居民点与居民小区
- 翠岭华庭
- 万科金域华府
- 中航阳光新苑
- 民兴苑
- 新彩苑
- 白石龙村
- 创业花园
- 华业玫瑰四季
- 龙光玖悦台
- 龙塘新村
- 卓越皇后道
- 上丰花园
- 长城里程家园
- 中海汇德里
- 翔龙御庭
- 恒裕龙华上麟府
- 潜龙曼海宁
- 鹏华香域
- 福东龙华府
- 陶吓新村

### 公共服务设施
- 深圳市书香小学
- 深圳北站
- 深圳市新华医院
- 深圳市格致中学
- 深圳市红山中学
- 简上体育综合体
- 深圳市和平实验小学

### 交汇道路
- 梅观路（梅观立交）
- 民清路
- 金龙路
- 赤公坑路（原十一号支路）
- 白石龙路
- 宁远路（原十号支路）
- 民丰路
- 玉龙路
- 留仙大道
- 民宝路
- 中梅路
- 龙华人民路
- 景龙建设路
- 龙华和平路
- 锦华西路

## 沿途公共交通

### 公共汽车
由于位置较偏僻，途径新区大道的公共汽车路线较少。

## 未来发展

### 与龙观大道贯通
在龙华区的远期规划中，新区大道将继续向北延伸，并与 龙观大道于龙观工业路口处连接，届时将形成龙华区一条新的南北向通道。